# Schietpartij in Seattle in 1983
In de nacht van 18 op 19 februari 1983 vond er een schietpartij plaats in de Wah Mee gokclub in het Louisa Hotel in Chinatown-International District, Seattle. Drie mannen, Kwan Fai "Willie" Mak, Wai Chiu "Tony" Ng en Keung Kin "Benjamin" Ng, hebben veertien mensen vastgebonden, beroofd en geschoten. 13 mensen kwamen om het leven, maar Wai Chin, een dealer bij de club, overleefde om tegen de drie te getuigen in de afzonderlijke geruchtmakende processen die in 1983 en 1985 werden gehouden.

## Aanslag
Wai Chin arriveerde om ongeveer 23:50-23:55 in de nacht van 18 februari voor zijn reguliere dienst als pai gow dealer, die begon om middernacht. Kort nadat zijn dienst begon, zag Chin ofwel Willie Mak of Benjamin Ng (de identiteit varieert afhankelijk van de bron), die hij allebei herkende als clubbezoekers, binnenkomen met een man die hij niet kende (later geïdentificeerd als Tony Ng). Zowel Mak (of Ng) als Tony Ng trokken toen hun pistolen en bevalen iedereen te gaan liggen op de benedenverdieping van de club. Op dat moment waren er naast de drie schutters nog tien andere klanten en medewerkers aanwezig. Ongeveer tien minuten later kwam Benjamin Ng of Willie Mak de club binnen; Mak stond op de bovenverdieping van de club met een getrokken pistool en hield toezicht op Benjamin en Tony Ng terwijl ze methodisch de handen en voeten van elk slachtoffer vastbonden met touw en ze op hun buik legden voordat ze verder gingen met het beroven van de slachtoffers van hun portemonnees en geld.
Terwijl de overval aan de gang was, arriveerden er nog vier andere klanten; ook zij werden vastgebonden en beroofd. Wai Chin overtuigde Tony Ng, die zijn boeien aan het vastbinden was, om het touw losser te maken, omdat het "niet nodig was om zo strak vast te binden, ik ben een oude man". Toen iedereen was vastgebonden, hoorde Wai Chin een schot in zijn nek en kaak en raakte bewusteloos. Tony Ng getuigde tijdens zijn proces dat hij weliswaar een pistool had, maar dat hij het nooit gebruikte en dat hij onder dwang werd gedwongen om mee te doen aan de overval. Volgens Tony Ng instrueerde Mak hem om het geld te pakken en weg te gaan nadat alle slachtoffers waren vastgebonden; Ng vluchtte door de steeg naar de Hop Sing Club om op Benjamin en Willie te wachten. Ng getuigde verder dat hij geweerschoten hoorde nadat hij de Wah Mee al had verlaten. Toen Chin bijkwam, kon hij zijn touwen losmaken en strompelde om 12:44 naar buiten, waar hij hulp vond bij drie klanten die de club binnen wilden komen. Toen de politie arriveerde, troffen ze twaalf doden aan; nog een slachtoffer overleed in het ziekenhuis aan zijn verwondingen en Wai Yok Chin was de enige overlevende.
Volgens de politie werden er in totaal 32 schoten gelost; 26 daarvan werden afgevuurd uit hetzelfde .22 kaliber pistool. Elk slachtoffer was minstens één keer in het hoofd geschoten.